# 鄂霍次克綜合振興局
鄂霍次克綜合振興局（日语：／ Ohōtsuku sōgō shinkōkyoku */?），為日本北海道道東地方的振興局，設於網走市。在改組為振興局前，原本為網走支廳，亦是2010年北海道各支廳改組為振興局時，唯一未沿用舊支廳名稱的單位。轄內最大城市及主要經濟中心為北見市，設有國家派駐機構，還設置了北海道警察北見方面本部。
在支廳時期，北見市一直希望能將支廳改名並將支廳辦公室改設於北見，但主要因為遷移預算的問題並未被接受。最後北海道政府在廢除支廳進行改組時參考轄區內各地方之意見，根據其鄰近鄂霍次克海之故，決定以鄂霍次克作為行政區的新名稱。

## 历史
- 1897年11月：設置網走支廳，下轄原北見國斜里郡、網走郡、常呂郡、紋別郡。[1]
- 2010年4月1日：北海道廢除支廳，改設為鄂霍次克綜合振興局。

## 管轄範圍
- 市部：北見市、網走市、紋別市
- 網走郡：大空町、美幌町、津別町
- 斜里郡：斜里町、清里町、小清水町
- 常呂郡：訓子府町、置戶町、佐呂間町

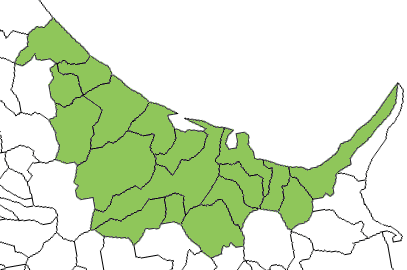
鄂霍次克綜合振興局管轄範圍

- 紋別郡：遠輕町、湧別町、瀧上町、興部町、西興部村、雄武町